# John Walsh (politico)
John Edward Walsh (Butte, 3 novembre 1960) è un politico statunitense, senatore per lo stato del Montana dal 2014 al 2015 e in precedenza vicegovernatore dello stesso stato dal 2013 al 2014.

## Biografia
Nato e cresciuto in Montana, dopo gli studi in scienze politiche Walsh si arruolò nell'Army National Guard, dove prestò servizio per trentatré anni. Durante la carriera militare proseguì gli studi conseguendo nel 2007 un magister artium presso lo United States Army War College.
Nel 2012 il candidato democratico alla carica di governatore del Montana Steve Bullock lo scelse come suo compagno di ticket e quando i due vinsero le elezioni, Walsh divenne vicegovernatore.
Nel dicembre 2013 il Presidente Obama scelse l'allora senatore del Montana Max Baucus come nuovo ambasciatore statunitense in Cina. Il governatore Bullock, per via delle leggi dello stato, fu incaricato del compito di nominare un nuovo senatore che avrebbe occupato il seggio lasciato da Baucus fino a nuove elezioni. Bullock selezionò a tal fine Walsh, il quale divenne così senatore. Il neo senatore annunciò la sua intenzione di presentare la propria candidatura per le elezioni del 2014 che avrebbero assegnato definitivamente il seggio, ma durante la campagna elettorale emerse la notizia che Walsh si era reso autore di un plagio accademico nell'elaborato finale per il conseguimento del titolo presso il War College. In seguito alla notizia, a Walsh venne revocato il titolo e lo scandalo lo costrinse a ritirarsi dalla corsa elettorale. Avendo Walsh già vinto le primarie democratiche, si rese necessario l'intervento del Partito Democratico per rimpiazzare sulla scheda il candidato dimissionario con un altro; venne selezionata Amanda Curtis, la quale tuttavia perse la competizione a favore del candidato Partito Repubblicano, il deputato Steve Daines.
Due anni dopo la vicenda, Walsh trovò impiego presso il Dipartimento dell'Agricoltura.